# 王華
王 華（おう か、太元10年（385年）- 元嘉4年5月10日（427年6月19日））は、東晋から南朝宋にかけての官僚。字は子陵。本貫は琅邪郡臨沂県。

## 経歴
東晋の太子中庶子・司徒左長史の王廞（王導の子の王薈の子）の子として生まれた。呉県に居住した。隆安元年（397年）、父の王廞が王恭に呼応し王国宝討伐の兵を挙げた。朝廷により王国宝が誅殺されると、挙兵の名目を失った王恭は王廞に兵を引くことを命じたが、王廞は挙兵時に多数の人々を殺戮していたことから命令に従わず、同年5月、今度は王恭討伐を名目に反乱を起こした。王恭の命を受けた劉牢之の軍によって王廞は敗れて行方不明となり、長男の王泰は殺された。当時13歳だった王華は父の王廞とはぐれ、沙門の釈曇永に従って逃亡した。劉牢之の検問が厳しくなったため、曇永は王華に衣裳の包みを下げさせて後ろに従わせたが、渡し場を警備する兵たちに疑われた。王華は足が遅かったことから、曇永は「小姓のおまえは怠けているから、私についてこれないのだ」と罵り、杖で王華を数十回も殴りつけたので、兵たちもようやく疑いを解き、このため難を逃れることができた。赦令が出ると、呉県に帰った。
父の消息が不明なまま、布の着物と菜食の生活で、人と交遊することもなく成長した。義熙年間、劉裕は王華を任用したいと考えて、王廞の喪問を発し、王華に正式に服喪させた。喪が明けると、劉裕が北伐して鎮西将軍・北徐州刺史を兼ねたため、王華は召し出されて北徐州主簿となり、そのまま鎮西主簿に転じ、治中従事史となった。義熙13年（417年）、彭城公劉義隆が西中郎将・荊州刺史として江陵に駐屯すると、王華はその下で西中郎主簿となり、諮議参軍に転じ、録事を兼ねた。
永初元年（420年）、劉義隆が宜都王となり、鎮西将軍となると、王華は従って鎮西府に転じた。劉義隆は政治の事務を司馬の張邵に任せていた。張邵は傲慢な性格で、その鹵簿は主君と見まがうばかりに飾り立てていた。張邵は白服での登城を王華に糾弾され、罪に問われて召還された。王華が代わって鎮西司馬・南郡太守となり、鎮西府と荊州の事務を代行した。景平2年（424年）、徐羨之・傅亮・謝晦らが少帝を廃位して、劉義隆を帝位に迎えようとした。劉義隆は少帝が殺害されたことから、徐羨之らを疑って東下しようとしなかった。王華は3人の勢力均衡を利用して権勢を固めるよう勧めた。劉義隆は王華の提案に従い、王華に荊州の留守を任せて、自身は建康に入った。劉義隆（文帝）が即位すると、王華は侍中となり、驍騎将軍を兼ねた。まもなく侍中のまま右衛将軍に転じた。
元嘉3年（426年）1月に徐羨之・傅亮が処断され、2月に謝晦の乱が平定された。6月、王華は侍中のまま中護軍に転じた。
元嘉4年（427年）5月、死去した。享年は43。散騎常侍・衛将軍の位を追贈された。元嘉9年（432年）、徐羨之を処断した功績により、新建県侯に追封された。諡は宣侯といった。
子の王嗣が後を嗣ぎ、左衛将軍となった。

## 伝記資料
- 『宋書』巻63 列伝第23
- 『南史』巻23 列伝第13